# Punargentus
Punargentus är ett släkte av fjärilar. Punargentus ingår i familjen praktfjärilar.
Kladogram enligt Catalogue of Life:
| Punargentus | \| \| Punargentus angusta \| \| \| \| \| \| Punargentus lamna \| \| \| \| \| \| Punargentus penai \| \| \| \| |
|             | \| \| Punargentus angusta \| \| \| \| \| \| Punargentus lamna \| \| \| \| \| \| Punargentus penai \| \| \| \| |
|             | Punargentus angusta                                                                                           |
|             | |
|             | Punargentus lamna                                                                                             |
|             | |
|             | Punargentus penai                                                                                             |
|             | |